# Trochosa liberiana
Trochosa liberiana är en spindelart som först beskrevs av Roewer 1960.  Trochosa liberiana ingår i släktet Trochosa och familjen vargspindlar.
Artens utbredningsområde är Liberia. Inga underarter finns listade i Catalogue of Life.